# 馬尼拉警察局特種武器和戰術部隊
特種武器和戰術部隊（英語：Special Weapons and Tactics，縮寫：SWAT），為隸屬於菲律賓國家警察各個警區的特種警察部隊，於2010年因為馬尼拉警區特種武器和戰術部隊在處理馬尼拉人質事件上的手法拙劣而在國際上被廣泛報導及受到關注。
值得注意的是，該部隊並不是特別行動部隊（Special Action Force，SAF），SAF是菲律賓國家級的特種警察部隊，擁有著相對精良的武器裝備和更優秀的人員素質，並被經常派往菲律賓南部地區清剿莫洛伊斯蘭解放陣線及阿布沙耶夫等恐怖組織。而SAF亦只會在發生極其嚴重的罪案及恐襲威脅時才會出動。

## 組織
特種武器和戰術部隊參考美國同名特種武器和戰術部隊的編制而組織，每個警區的編制為約20至40名人員，下設小隊，每小隊由8名人員所組成，各具專長，包括通訊、處理爆炸品及狙擊等等。

## 大事記

### 2010年馬尼拉人質事件
2010年8月23日上午約9時半，被革除的菲律賓國家警察前高級督察羅蘭多·門多薩在馬尼拉黎剎公園強行登上一輛屬於香港康泰旅行社旅行團的旅遊巴士，挾持車上包括遊客、司機、導遊、領隊和攝影師，共23名人質，藉以要求菲律賓政府恢復其職務。門多薩先後釋放了9名人質，另外1名菲律賓司機成功逃脫。
事件持續近10小時後，馬尼拉警區首長馬格提貝確定槍聲後命令特種武器和戰術部隊展開拯救行動，由3個小隊組成的特種武器和戰術部隊於19時35分包圍上述旅遊巴士，門多薩持M16自動步槍在車廂內射擊，前者則以鐵鎚試圖擊破車身上的強化玻璃不果，於20時09分報告未能夠從缺口進入車廂。其後又向旅遊巴士投擲自行購買的螢光棒，又試圖駕駛警察車輛拉扯綁上旅遊巴士車門的繩索，然而該車門為推入式，因此而無辦法拉開，而且繩索在拉扯下輕易鬆綁。拯救行動直到20時11分仍然膠著，指揮官其後命令配備更高水平裝備及接受過更高程度訓練的另外一支特種警察部隊──特別行動部隊（英文：Special Action Force），聯合參與拯救行動，20時16分，特種武器和戰術部隊終於成功開啟位於車身右邊尾部的太平門，首名進入車廂的人員只踏入一步，半身進入車廂，即被門多薩連開4發，直接射擊在防彈盾上，該名持盾人員即時驚叫，並且慌忙逃回車廂之外。其后，馬格提貝被撤销现场指挥官的权力，更改由特别行动队全盘接手行动。
期間，門多薩持M16自動步槍向車外亂槍掃射，至少射擊20發。在現場採訪的香港無綫電視新聞部工程人員溫明和當地一名小童均被流彈擊中，分別擦傷肚部及腿部被擊中。在特別行動隊施放3枚催淚彈下，門多薩走到旅遊巴士前方，於20時41分被狙擊手擊斃，屍體跌出旅遊巴士的車門外，人質挾持事件結束，事件持續12小時後、拯救行動逾1小時，以15名人質中，7名受傷、8名死亡，及綁架者被擊斃告終。特種武器和戰術部隊在此事件上的差劣處理手法廣泛地引起了世界各個國家及地區的警察及軍事機構關注，並且成為了全球反恐演習的負面教材，事後部份單位不約而同地展示了以挾持旅遊巴士為題材的人質拯救演習。

## 軼事
特種武器和戰術部隊前主管聖地亞哥表示，在他在任主管期間，有20次拯救人質行動，其中5次有人質被殺害。